# Jednorożec (gmina)
Pour les articles homonymes, voir Jednorożec.
Jednorożec est une gmina rurale (gmina wiejska) de la powiat de Przasnysz, dans la Voïvodie de Mazovie, dans le centre-est de la Pologne.
Son siège administratif (chef-lieu) est le village de Jednorożec, qui se situe environ 19 au nord-est de Przasnysz (siège de la powiat) et 103 km au nord de Varsovie (capitale de la Pologne).
La gmina couvre une superficie de 231,57 km2 pour une population de 7 192 habitants en 2006.

## Histoire
De 1975 à 1998, la gmina est attachée administrativement à la voïvodie d'Ostrołęka.

Depuis 1999, elle fait partie de la voïvodie de Mazovie.

## Géographie
La gmina inclut les villages et localités de:

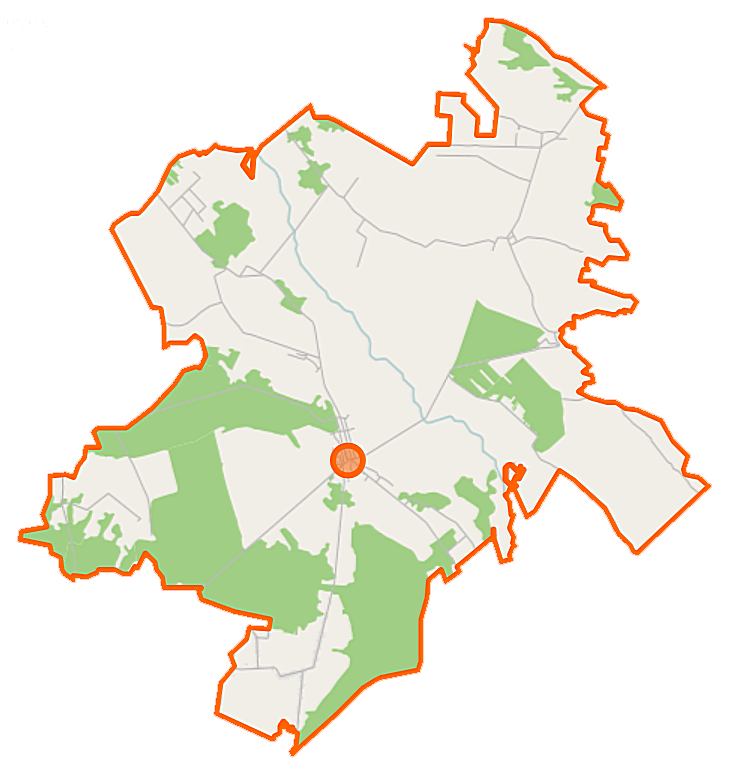
Plan de la gmina

- Budy Rządowe
- Drążdżewo Nowe
- Dynak
- Jednorożec
- Kobylaki-Czarzaste
- Kobylaki-Konopki
- Kobylaki-Korysze
- Kobylaki-Wólka
- Lipa
- Małowidz
- Nakieł
- Obórki
- Olszewka
- Parciaki
- Połoń
- Stegna
- Ulatowo-Dąbrówka
- Ulatowo-Pogorzel
- Ulatowo-Słabogóra
- Żelazna Prywatna
- Żelazna Rządowa

### Gminy voisines
La gmina de Jednorożec est voisine des gminy suivantes :
- Baranowo
- Chorzele
- Krasnosielc
- Krzynowłoga Mała
- Płoniawy-Bramura
- Przasnysz

## Structure du terrain
D'après les données de 2002, la superficie de la commune de Jednorożec est de 231,57 km2, répartis comme tel :
- terres agricoles : 50%
- forêts : 44%

La commune représente 19,02% de la superficie du powiat.

## Démographie
Données du 30 juin 2004 :
| Description        | Total  | Total | Femmes | Femmes | Hommes | Hommes |
| ------------------ | ------ | ----- | ------ | ------ | ------ | ------ |
| Unité              | Nombre | %     | Nombre | %      | Nombre | %      |
| Population         | 7 199  | 100   | 3 584  | 49,8   | 3 615  | 50,2   |
| Densité (hab./km²) | 31,1   | 31,1  | 15,5   | 15,5   | 15,6   | 15,6   |